# Adolf Kraemer (Agrarwissenschaftler)

Adolf Kraemer, Abbildung aus dem Jahr 1902

Adolf Kraemer, auch Adolf Krämer (* 25. Mai 1832 in Berleburg, Westfalen; † 2. Dezember 1910 in Zürich) war ein deutscher Agrarwissenschaftler und Professor für Landwirtschaft in der Schweiz.

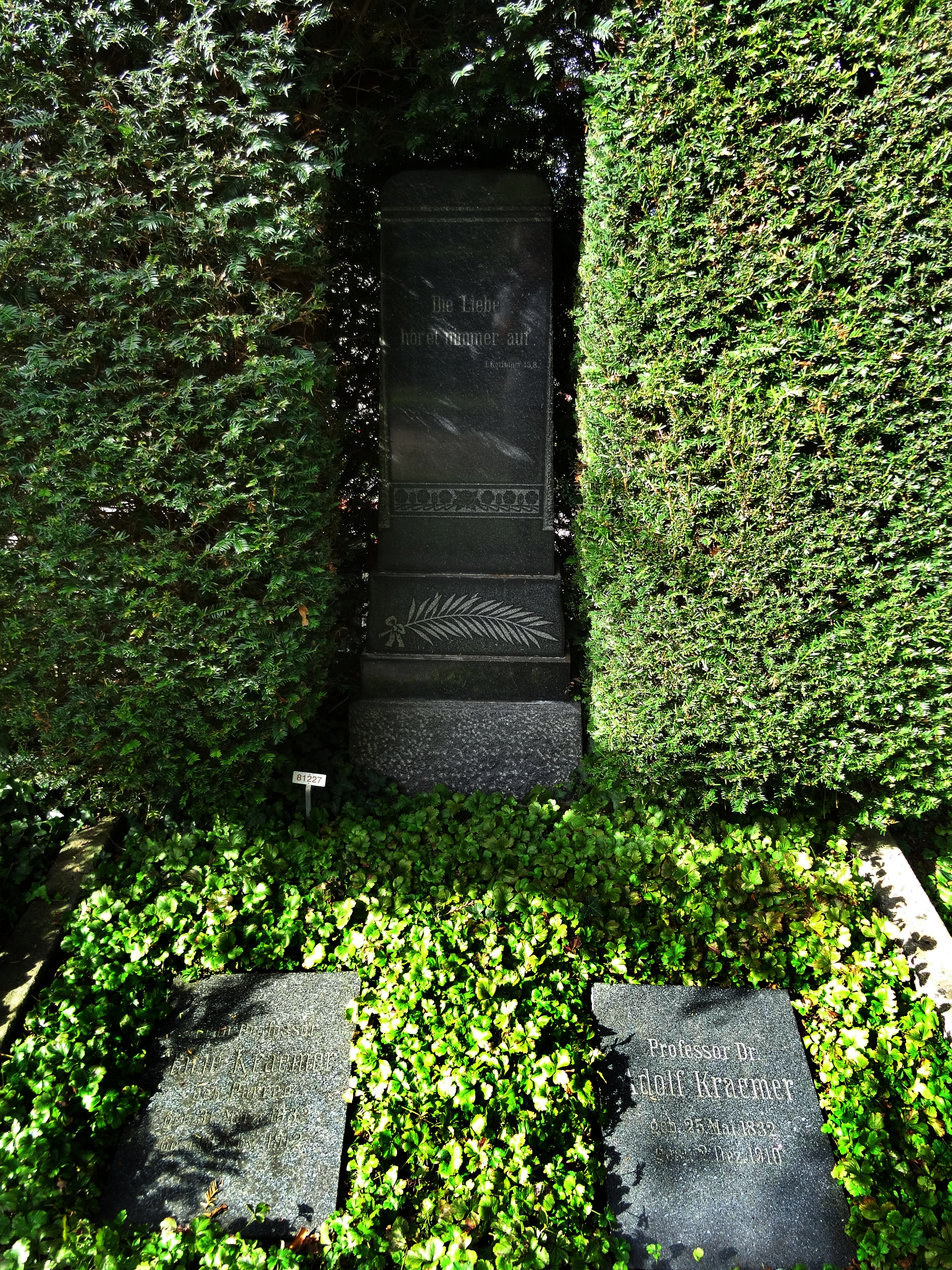
Grab, Friedhof Enzenbühl, Zürich

## Leben und Werk
Adolf Kraemer war der Sohn des Domänen-Inspektors David Krämer (1803–1875) und dessen Ehefrau Justine geborene Weygand (1805–1838). Er besuchte nach dreijährigem Praktikum bei seinem Vater das Landwirtschaftliche Institut in Wiesbaden und war von 1855 bis 1863 als Lehrer an Ackerbauschulen tätig. 1857 erwarb er an der Universität Jena den Doktorgrad. 1863 erhielt er eine Anstellung als Dozent und Administrator des Versuchsgutes an der Landwirtschaftlichen Akademie Bonn-Poppelsdorf. 1866 wurde er Generalsekretär der Landwirtschaftlichen Vereine des Großherzogtums Hessen. Von 1870 bis 1871 gehörte er der Zweiten Kammer der Landstände des Großherzogtums Hessen an. Er wurde für den Wahlbezirk Oberhessen 12/Ossenheim gewählt.
Von 1871 bis 1905 war er, als Vorgänger von Ernst Ferdinand Laur, erster Professor für landwirtschaftliche Betriebslehre und Tierproduktion sowie Vorstand der neuerrichteten landwirtschaftlichen Abteilung des Eidgenössischen Polytechnikums (heute: ETH Zürich). Von 1874 bis 1881 war er, als Nachfolger von Bonaventura Baumgartner, Redaktor der Schweizerischen landwirtschaftlichen Zeitschrift (heute: Die Grüne); sein Nachfolger wurde Friedrich Gottlieb Stebler.
Nach anfänglichen Schwierigkeiten hat Kraemer in Zürich eine vorbildliche Lehranstalt für die akademische Ausbildung der Schweizer Landwirte aufgebaut. Unterstützt von mehreren Fachdozenten, u. a. von dem Pflanzenbauwissenschaftler Anton Nowacki, konnte er seiner landwirtschaftlichen Abteilung eine agrikulturchemische Untersuchungsanstalt und eine Samenkontrollstation angliedern; erster Professor am agrikulturchemischen Institut wurde der deutsche Chemiker und spätere Schwiegersohn Kraemers Ernst Schulze. Das nach 25 Jahren Erreichte hat er 1896 in der Festschrift Die landwirtschaftliche Schule des Eidgenössischen Polytechnikums ausführlich beschrieben.
Kraemers wissenschaftliche Interessen galten vornehmlich der Tierzucht und der landwirtschaftlichen Betriebslehre. Auf beiden Fachgebieten ist er mit bedeutenden Büchern und Schriften hervorgetreten. Zu seinen Hauptleistungen als Agrarökonom gehört ein umfangreicher Beitrag in dem von Theodor Freiherr von der Goltz herausgegebenen Handbuch der gesamten Landwirtschaft (1890) über Grundlagen und Einrichtung landwirtschaftlicher Betriebe. Beachtenswert ist dieser Beitrag deshalb, weil er hier die agrarökonomischen Lehren von Johann Heinrich von Thünen in angemessener Weise berücksichtigt.

Büste Adolf Krämers von Hermann Baldin (1913) aus dem Bestand der ETH Zürich

Fragen des Regionalen Pflanzenbaus behandelt Adolf Kraemer in dem 1897 erschienenen Buch Die Landwirtschaft im schweizerischen Flachlande. Als mustergültig gilt in diesem Werk die übersichtliche Darstellung der Bodennutzungssysteme in der Schweiz. In mehreren Schriften beschäftigte sich Kraemer mit der Entwicklungsgeschichte der Schweizer Landwirtschaft. Mit fast allen seinen größeren Publikationen hat er weit über die Grenzen der Schweiz hinaus gewirkt. Kraemer lehrte bis ins hohe Alter von 75 Jahren, also bis 1907. Verlockende Angebote, einen Lehrstuhl an einer Hochschule in Deutschland zu übernehmen, hat er stets abgelehnt.
Krämer war mit Mathilde Marie geborene Parree  (geb. 31. März 1832; gest. 18. November 1912) verheiratet. Ihr gemeinsamer Sohn Hermann Kraemer (1872–1940) wirkte als Tierzuchtkundler an den Universitäten Bonn, Bern, Hohenheim und Gießen.
Adolf Kraemer fand auf dem Friedhof Enzenbühl seine letzte Ruhestätte.

## Schriften
- Landwirthschaftliche Berechnungen. Anleitung zur Lösung der wichtigsten Aufgaben aus den verschiedenen Zweigen des Landbaus. Zum Gebrauche an Ackerbau- und Fortbildungsschulen, sowie zum Selbstunterrichte bearbeitet. Verlag Mäcken Stuttgart 1859.
- Vergleichende Darstellung der Massregeln und Einrichtungen zur Förderung der Landwirthschaft in verschiedenen Ländern Europa’s und ihre Nutzanwendung auf schweizerische Verhältnisse. Enquête-Bericht erstattet an das hohe schweizerische Handels- und Landwirthschafts-Departement. Verlag Zürcher & Furrer, Zürich 1882 (doi:10.3931/e-rara-67655)
- Das schönste Rind. Eine kurzgefaßte und gemeinverständliche Anleitung zur Beurtheilung der Körperbeschaffenheit des Rindviehes. Verlag Schmidt Zürich 1883; 2. neubearb. Aufl. unter dem Titel Das schönste Rind. Anleitung zur Beurteilung der Körperbeschaffenheit des Rindviehes nach wissenschaftlichen und praktischen Gesichtspunkten. Verlag Paul Parey Berlin 1884; 3. u. 4. Aufl. neubearbeitet von seinem Sohn Hermann Kraemer ebd. 1912 u. 1925.
- Die Entwickelung der Landwirthschaft in den letzten 100 Jahren. Basel 1884 = Oeffentliche Vorträge gehalten in der Schweiz Bd. 7, H. 12.
- Die Grundlagen und Einrichtungen des landwirtschaftlichen Betriebes. In: Handbuch der gesamten Landwirtschaft. Herausgegeben von Theodor Freiherr von der Goltz. Verlag der H. Laupp´schen Buchhandlung Tübingen 1890, Bd. 2, S. 51–388.
- Die landwirtschaftliche Schule des Eidgenössischen Polytechnikums in Zürich. Festschrift. Zürich 1896.
- Die Landwirtschaft im schweizerischen Flachlande. Ihre Grundlagen und ihre Einrichtungen. Verlag J. Huber Frauenfeld 1897.
- Die Landwirtschaft im 19. Jahrhundert. Mit besonderer Berücksichtigung der schweizerischen Verhältnisse. Ein Rückblick und ein Ausblick. Verlag Huber & Co. Frauenfeld 1902.